# تلکی (مجارستان)
تلکی (به مجاری:  Telki) یک منطقهٔ مسکونی در مجارستان است که در ناحیه بوداکسی واقع شده‌است. تلکی ۱۰٫۴۷ کیلومتر مربع مساحت و ۳٬۱۱۳ نفر جمعیت دارد.